# 13251 Viot
13251 Viot è un asteroide della fascia principale. Scoperto nel 1998, presenta un'orbita caratterizzata da un semiasse maggiore pari a 2,1735438 UA e da un'eccentricità di 0,1794275, inclinata di 3,85795° rispetto all'eclittica.